# Long Beach (Misisipi)
Long Beach es una ciudad del Condado de Harrison, Misisipi, Estados Unidos. Según el censo de 2000 tenía una población de 17.320 habitantes y una densidad de población de 661.5 hab/km².

## Demografía
Según el censo de 2000, había 17.320 personas, 6.560 hogares y 4.696 familias residiendo en la localidad. La densidad de población era de 661,5 hab./km². Había 7.203 viviendas con una densidad media de 275,1 viviendas/km². El 87,49% de los habitantes eran blancos, el 7,36% afroamericanos, el 0,39% amerindios, el 2,57% asiáticos, el 0,07% isleños del Pacífico, el 0,68% de otras razas y el 1,44% pertenecía a dos o más razas. El 2,29% de la población eran hispanos o latinos de cualquier raza.
Según el censo, de los 6.560 hogares en el 36,2% había menores de 18 años, el 53,8% pertenecía a parejas casadas, el 13,5% tenía a una mujer como cabeza de familia, y el 28,4% no eran familias. El 22,9% de los hogares estaba compuesto por un único individuo, y el 7,7% pertenecía a alguien mayor de 65 años viviendo solo. El tamaño promedio de los hogares era de 2,61 personas y el de las familias de 3,07.
La población estaba distribuida en un 27,1% de habitantes menores de 18 años, un 9,1% entre 18 y 24 años, un 29,8% de 25 a 44, un 22,8% de 45 a 64, y un 11,2% de 65 años o mayores. La media de edad era 36 años. Por cada 100 mujeres había 93,1 hombres. Por cada 100 mujeres de 18 años o más, había 89,7 hombres.
Los ingresos medios por hogar en la localidad eran de 43.289 dólares ($), y los ingresos medios por familia eran 50.014 $. Los hombres tenían unos ingresos medios de 35.909 $ frente a los 24.119 $ para las mujeres. La renta per cápita para la ciudad era de 19.305 $. El 9,0% de la población y el 7,7% de las familias estaban por debajo del umbral de pobreza. El 15,2% de los menores de 18 años y el 3,7% de los habitantes de 65 años o más vivían por debajo del umbral de pobreza.

## Geografía
Según la Oficina del Censo de los Estados Unidos, Long Beach tiene un área total de 26,7 km² de los cuales 26,2 km² corresponden a tierra firme y 0,5 km² a agua. El porcentaje total de superficie con agua es 1,85%.